# جی کراودر
جی کراودر (انگلیسی: Jae Crowder؛ زادهٔ ۶ ژوئیهٔ ۱۹۹۰) یک بازیکن بسکتبال اهل ایالات متحده آمریکا است.
از باشگاه‌هایی که در آن بازی کرده‌است می‌توان به دالاس ماوریکس و بوستون سلتیکس اشاره کرد. او هم‌اکنون در تیم کلیولند کاوالیرز بازی می‌کند.